# فيرجن غوردا
فيرجن غوردا (بالإنجليزية: Virgin Gorda)‏ هي ثالث أكبر جزيرة (من بعد تورتولا وانيغاندا) والثانية من ناحية عدد السكان في جزر فيرجين البريطانية، تقع تقريبا في 18 درجة و48 دقيقة شمالا، و64 درجة، وثلاثين دقيقة غربا.
تبلغ مساحتها حوالي ثمانية اميال مربعة، ويقال أن كريستوفور كولومبوس قد سمى الجزيرة «الفيرجين المنتفخة» لان مظهر الجزيرة من بعيد كأنها سيدة تستلقي على جانبها.
المنطقة التجارية والسكنية الرئيسية هي المدينة الإسبانية في الجزء الجنوبي الغربي من الجزيرة.
هناك تكوين جيولوجي غير عادي المعروف باسم «الحمامات» التي تقع على الطرف الجنوبي من الجزيرة مما يجعلها واحدة من واحدة من الوجهات السياحية الرئيسية في جزر فيرجن البريطانية.
يظهر الشاطئ دليل على الجزر انها من أصول بركانية، كما تكمن صخور ضخمة من الجرانيت في أكوام على الشاطئ، وتشكيل الكهوف ذات المناظر الخلابة التي تطل على البحر. شمال الحمامات هي باهيا بلانكا مرفأ اليخوت، المملوكة سابقا من قبل ليتل ديكس بأي. الخراب أبرز في باهيا بلانكا هو منجم النحاس القديم.
نورث ساوند وتاريخا جوردا ساوند، وهي واحدة من الموانئ الكبرى في العالم، وتقع في النهاية الشمالية الشرقية من الجزيرة. تحدها 4 الجزر وأنظمة الشعاب التي تحافظ على الهدوء، خالقة واحدة من اعضم الرياضات المائية ف العالم

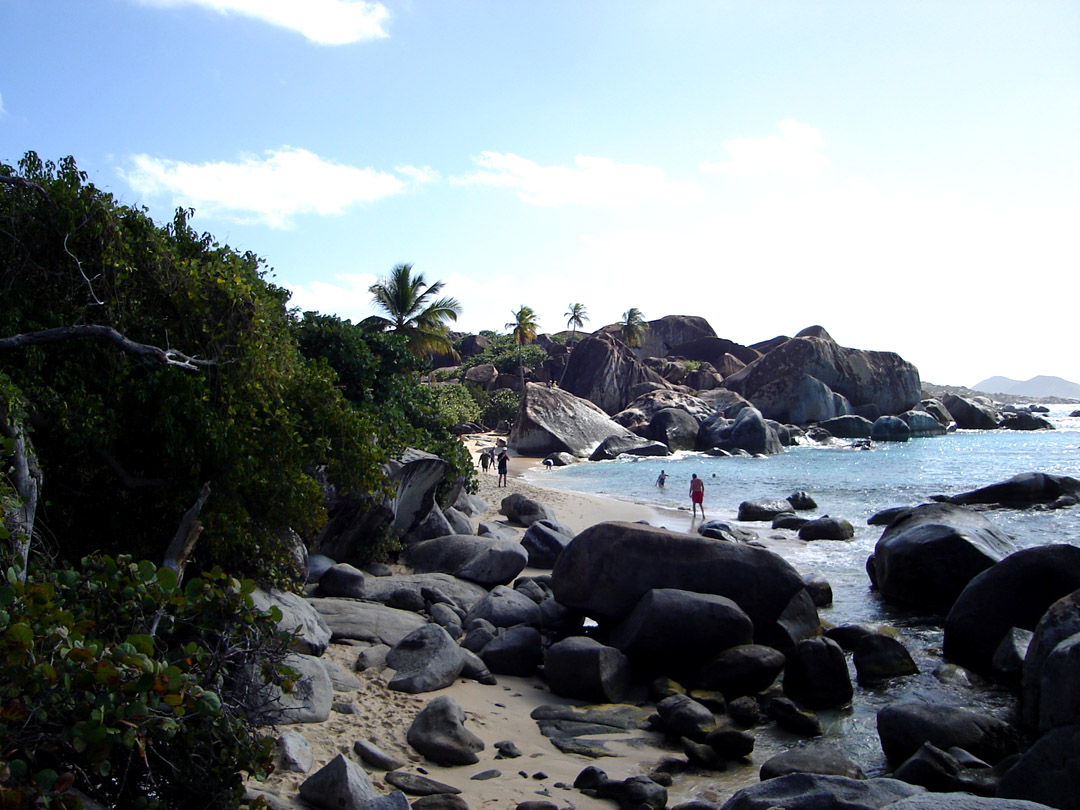